# نبرد در بیگ راک
نبرد در بیگ راک (به انگلیسی: Battle at Big Rock) یک فیلم کوتاه آمریکایی محصول سال ۲۰۱۹ به کارگردانی کالین ترورو است. این بخشی از مجموعه فیلم‌های پارک ژوراسیک محسوب می‌شود و رویدادهای فیلم دنیای ژوراسیک: سقوط پادشاهی (۲۰۱۸) را دنبال می‌کند. بازیگرانی چون اندره هلند، ناتالی مارتینز، ملودی هرد و پیرسون سالوادور به ایفای نقش پرداخته‌اند. این اثر در ۱۵ سپتامبر ۲۰۱۹، برای اولین بار در شبکه اف‌ایکس پخش شد و متعاقباً به صورت آنلاین نیز منتشر شد.

## پاسخ انتقادی
این فیلم مورد تحسین منتقدان و طرفداران قرار گرفت.

## داستان
این فیلم دربارهٔ یک خانواده می‌باشد که در یک سفر تفریحی به پارک ملی بیگ راک، در حدود بیست مایلی محل پایان یافتن فیلم سقوط پادشاهی، با گروهی از دایناسورهای بزرگ روبرو می‌شوند و …

## تولید
فیلمبرداری در ژانویه ۲۰۱۹ در ایرلند انجام شد. ایرلند به عنوان درختان چوب سرخ در خارج از دوبلین شبیه پارک‌های ملی در شمال کالیفرنیا انتخاب شد. فیلمبرداری با یک گروه کوچک در طول پنج روز انجام شد. لری فانگ فیلمبردار فیلم بود. بسیاری از فیلم با استفاده از دوربین دستی فیلمبرداری شد، زیرا کارگردان می‌خواست ببیند آیا مخاطبان چنین سبک فیلمسازی را در یک فیلم پارک ژوراسیک می‌پذیرند یا خیر.